# La Junta Poza Larga
La Junta Poza Larga är en ort i Mexiko.   Den ligger i kommunen Tuzamapan de Galeana och delstaten Puebla, i den sydöstra delen av landet, 190 km öster om huvudstaden Mexico City. La Junta Poza Larga ligger 124 meter över havet och antalet invånare är 176.
Terrängen runt La Junta Poza Larga är platt åt nordost, men åt sydväst är den kuperad. Runt La Junta Poza Larga är det ganska tätbefolkat, med 72 invånare per kvadratkilometer. Närmaste större samhälle är Ciudad de Cuetzalan, 15,5 km söder om La Junta Poza Larga. Omgivningarna runt La Junta Poza Larga är en mosaik av jordbruksmark och naturlig växtlighet.